# Louis Joris
Auguste Joseph Louis Joris (Antwerpen, 21 augustus 1884 - 7 juni 1962) was een Belgisch advocaat en politicus voor de Liberale Partij.

## Levensloop
Joris was een zoon van Augustinus Joris, reder en scheepsbevrachter, en van Maria Gorremans. Hij trouwde met Martha Loverière (1901-1972). Hij promoveerde tot doctor in de rechten (1909) aan de ULB en vestigde zich als advocaat in Antwerpen. Aan de ULB was hij medestichter van de Ligue de la Jeunesse libérale en in Antwerpen sloot hij zich aan bij het Vooruitstrevend Democratisch Verbond waarvan hij voorzitter werd.
Hij was provincieraadslid van 1912 tot 1921 en van 1925 tot 1926. In 1914 meldde hij zich als oorlogsvrijwilliger en werd onderluitenant. Als oorlogsheld kwam hij naar Antwerpen terug. In 1925 werd hij plaatsvervangend volksvertegenwoordiger en het jaar daarop werd hij effectief liberaal parlementslid voor het arrondissement Antwerpen, na het overlijden van Louis Straus. Hij vervulde dit mandaat tot in 1958. Vanaf 1945 was hij ondervoorzitter van de Kamer. Tijdens de Tweede Wereldoorlog was hij betrokken bij de verspreiding van het sluikblad De Vrijheid.
Joris, die vooral betrokken was bij debatten over maritieme zaken en over in- en uitvoerrechten, was ook een van de pleitbezorgers voor diplomatieke erkenning van de Sovjet-Unie door de Belgische overheid, vooral vanwege de commerciële belangen voor de Antwerpse haven. Hij had ook contacten binnen de Antwerpse middenstandsbeweging, onder meer binnen de Federatie der Vrije Middenstandsbonden van Antwerpen, en hij was ondervoorzitter van de Hoge Raad van de Middenstand.
In Antwerpen was hij actief als:
- ondervoorzitter van de raad van beheer van de Antwerpse Arbeidsbeurs,
- lid van de Paritaire Commissie voor controle van de Arbeidsbeurs,
- lid van het Officieel Arbitrage- en Verzoeningscomité Antwerpen,
- lid van de Bestuurscommissie van de Antwerpse gevangenis,
- lid van het Comité voor de Nationale Arbeidstentoonstelling van 1930.

Hij was ook beheerder van de Nationale Dienst voor de voltooiing van de Noord-Zuidverbinding in Brussel.
Het echtpaar ligt begraven op het eilandje GH in het Schoonselhof.

## Publicaties
- Le Crédit maritime, in: Le Flambeau, 1931.
- De Russische omwenteling in de wereldgeschiedenis, in: De Vlaamse Gids, 1937.